# Enneapterygius mirabilis
Enneapterygius mirabilis är en fiskart som beskrevs av Fricke, 1994. Enneapterygius mirabilis ingår i släktet Enneapterygius och familjen Tripterygiidae. Inga underarter finns listade i Catalogue of Life.